# Квочак Костянтин Васильович
Костянтин Васильович Квочак (рос. Константин Васильевич Квочак; нар. 1934—2014) — радянський футбольний тренер.

## Життєпис
У 1965 році тренер московського ЦСКА Валентин Ніколаєв неодноразово просив узяти помічником молодого спеціаліста-офіцера Костянтина Квочака, який був зятем генерала В. Філіппова — голови Спорткомітету Міноборони СРСР. Головний тренер залишився задоволений роботою свого помічника Віктора Чистохвалова, тому відмовився, за що був переведений в хабаровський СКА. На початку 1966 року тренера Сергія Шапошникова перевели зі Львова до Москви, а на його місце призначили Костянтина Квочака. Через півтора року його перевели в одеський СКА, де спочатку працював технічним директором клубу, а на початку 1968 року зайняв посаду головного тренера клубу. Після першого туру сезону 1969 року його змінили на Валентина Бліндера. У 1971-1972 роках керував іншим військовим клубом — «Іскра» (Смоленськ).